# Santonin

Santonin

Santonin är ett läkemedel som tidigare ofta användes som en anti-parasitisk behandling, ett läkemedel som eliminerar parasiter maskar (inälvsmaskar) från kroppen, antingen genom att döda dem eller att bedöva dem.
Santonin var tidigare listat i amerikanska och brittiska farmakopé men har sedan dess tagits bort, främst på grund av att andra, säkrare, läkemedel och är inte längre ett registrerat läkemedel i de flesta länder.
Santonin var det första läkemedlet skapat av Pfizer och dess grundare: Charles Pfizer.